# Moravské Málkovice
Moravské Málkovice (en allemand : Mährisch Malkowitz, auparavant Malkowitz) est une commune du district de Vyškov, dans la région de Moravie-du-Sud, en République tchèque. Sa population s'élevait à 562 habitants en 2020.

## Géographie
Moravské Málkovice se trouve à 8 km à l'est-sud-est de Vyškov, à 36 km à l'est-nord-est de Brno et à 212 km au sud-est de Prague.

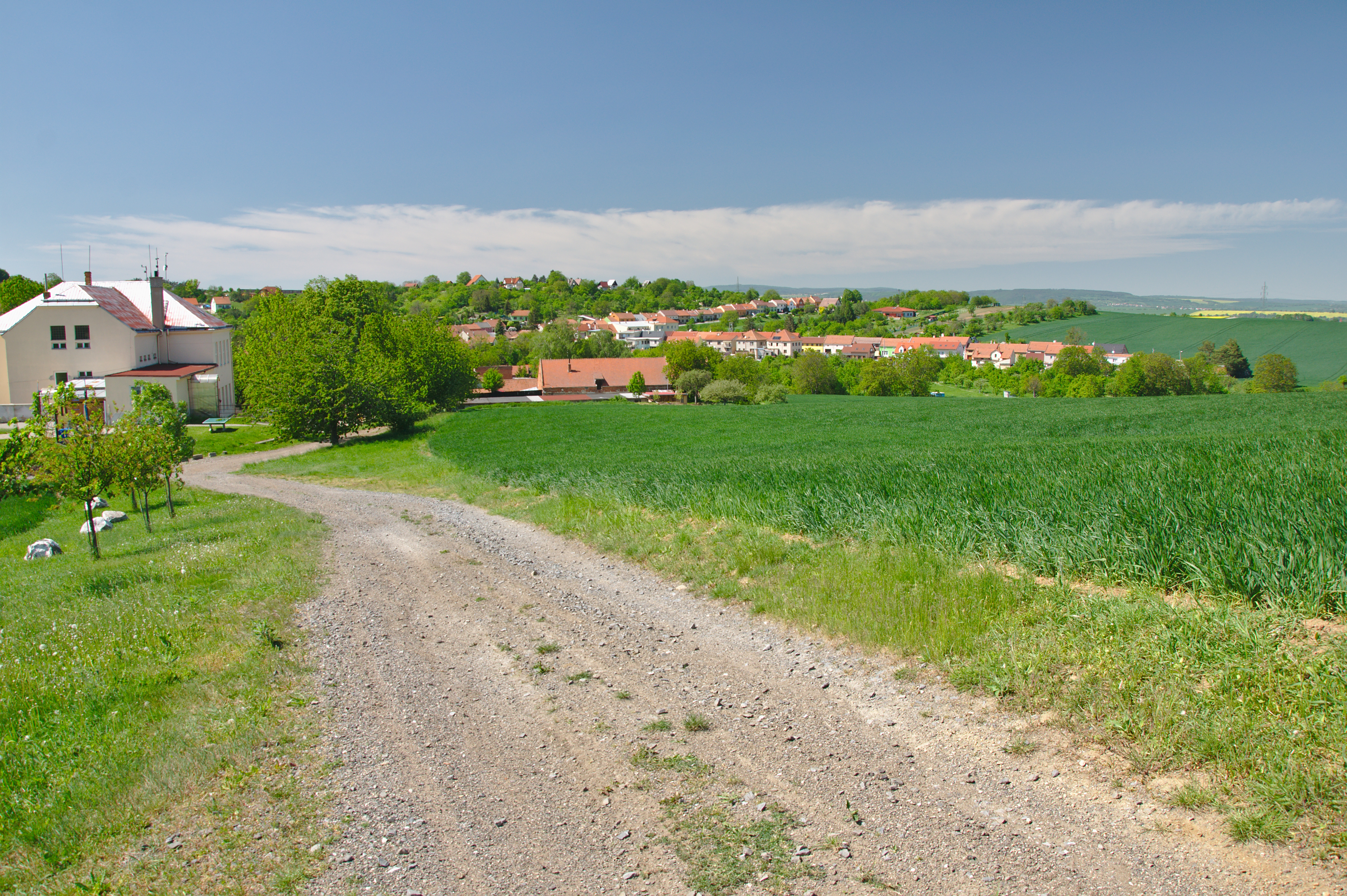
Vue générale de Moravské Málkovice.

La commune est limitée par Rybníček et Medlovice au nord, par Švábenice à l'est, par Orlovice au sud et au sud-ouest, et par Prusy-Boškůvky à l'ouest.

## Histoire
La première mention écrite du village date de 1307.